# Аржантин (станция метро)
Аржанти́н (фр. Argentine) — станция линии 1 Парижского метрополитена, расположенная на границе XVI и XVII округов Парижа. Названа по одноимённой улице (фр. Rue de Argentine), расположенной рядом. На станции установлены автоматические платформенные ворота.

## История
- Станция открылась 1 сентября 1900 года, через полтора месяца после запуска самого первого участка Парижского метрополитена, под названием "Облигадо", в честь битвы при Облигадо в Аргентине, в которой французы одержали победу.
- 25 мая 1948 года станция вместе с улицей была переименована в "Аржантин" по случаю визита тогдашней первой леди Аргентины Эвы Перон[2].
- В 2008-2011 годах станция прошла реновацию, связанную с переходом линии 1 на автоматический режим работы.
- Пассажиропоток по станции по входу в 2012 году, по данным RATP, составил 2 875 059 человек[3]. В 2013 году этот показатель вырос до 2 932 686 пассажиров (183 место по уровню пассажиропотока в Парижском метро)[4].

## Путевое развитие
- На середине перегона Аржантин — Шарль де Голль — Этуаль располагалось начало бывшей служебной соединительной ветви к станции Виктор Гюго линии 2.
- Примыкание путей ателье Майо (бывшей разворотной петли) находится на середине перегона Порт-Майо — Аржантин.

## Галерея

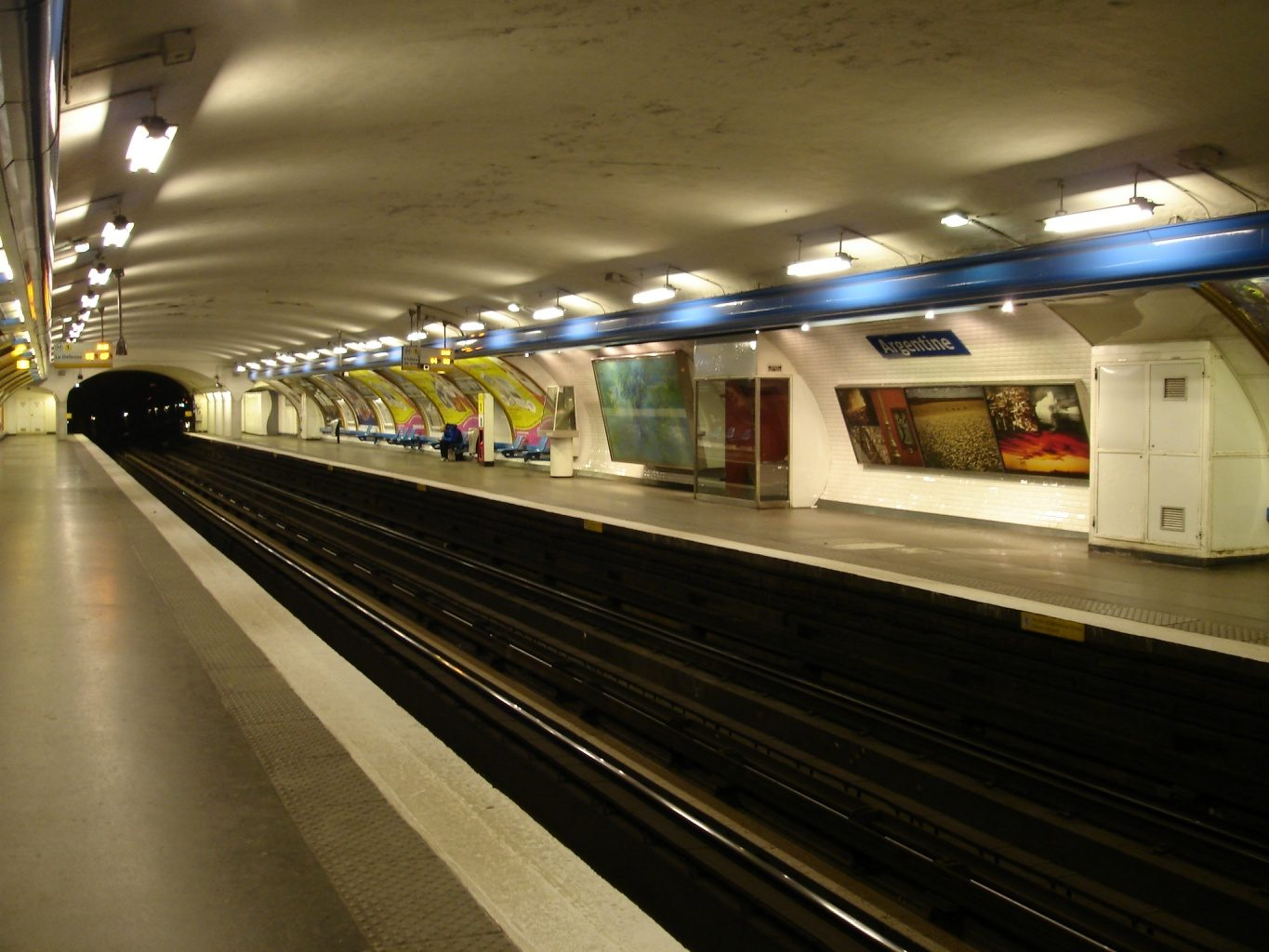
Зал станции до установки автоматических платформенных ворот
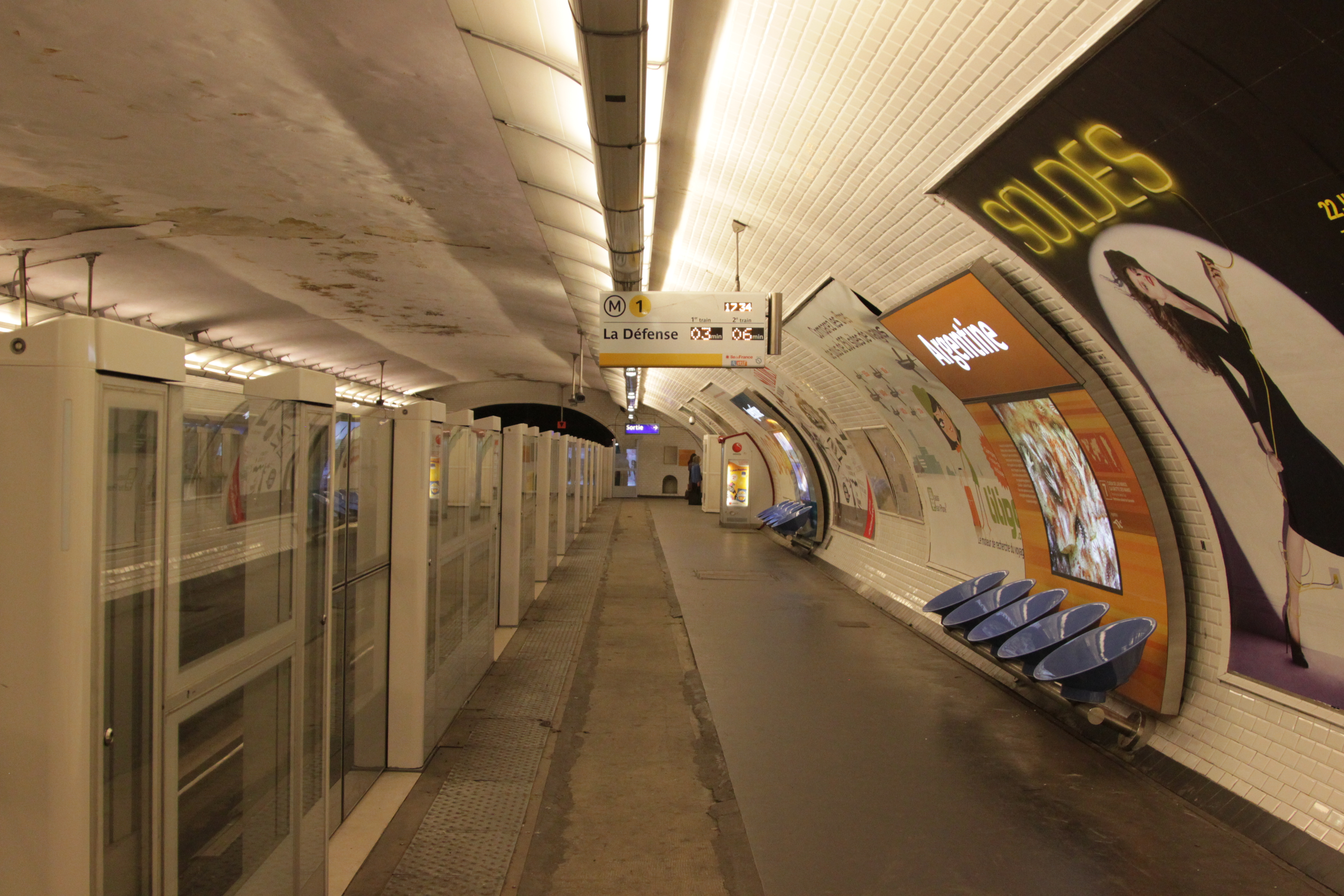
Зал станции после установки автоматических платформенных ворот
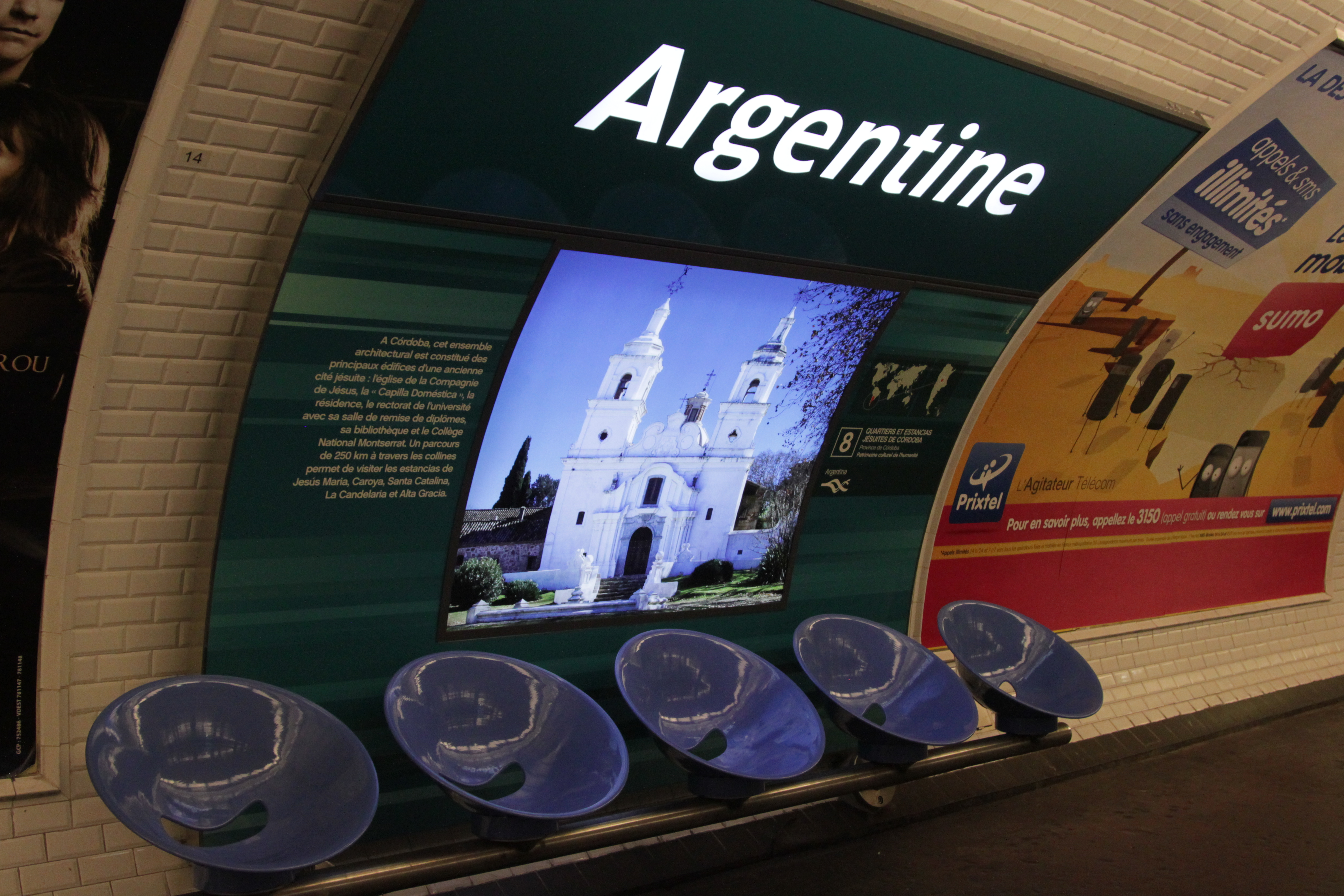
Вывеска с названием станции